# Partito Liberal Democratico Buddista
Il Partito Liberal-Democratico Buddhista è stato un Partito politico cambogiano fondato nel 1993 dall'ex primo ministro cambogiano Son Sann. Il Partito era stato fondato come successore del precedente Fronte Nazionale di Liberazione del Popolo Khmer, un gruppo anticomunista anch'esso fondato da Son Sann.